# Ibrahima Baldé
Ibrahima Baldé (ur. 4 kwietnia 1989 w Dakarze) – senegalski piłkarz występujący na pozycji napastnika w klubie. Od 2022 zawodnik Boluspor.